# Fran García (cầu thủ bóng đá, sinh 1999)
Francisco "Fran" José García Torres (sinh ngày 14 tháng 8 năm 1999) là một cầu thủ bóng đá chuyên nghiệp người Tây Ban Nha thi đấu ở vị trí Hậu vệ trái cho câu lạc bộ La Liga Real Madrid và Đội tuyển bóng đá quốc gia Tây Ban Nha.

## Sự nghiệp câu lạc bộ

### Real Madrid
Sinh ra ở Bolaños de Calatrava, Ciudad Real, Castilla-La Mancha, García gia nhập lò đào tại La Fábrica của Real Madrid vào năm 2013, từ đội bóng quê hương Bolaños CF. Vào ngày 1 tháng 2 năm 2018, khi vẫn còn là học sinh cuối cấp, anh đã gia hạn hợp đồng với câu lạc bộ này đến năm 2022.
Được thăng hạng lên đội dự bị trước mùa giải 2018–19, García có trận ra mắt chuyên nghiệp vào ngày 9 tháng 9 và tham gia 25 phút cuối trận hòa 0–0 trên sân khách trước AD Unión Adarve tại giải vô địch Segunda División B. Anh ra mắt đội một vào ngày 6 tháng 12, vào sân ở hiệp hai thay cho Dani Carvajal trong trận thắng 6–1 trên sân nhà trước UD Melilla trong trận Copa del Rey của mùa giải.
García ghi bàn thắng đầu tiên cho đội tuyển quốc gia vào ngày 15 tháng 12 năm 2019 và ghi bàn thắng thứ hai cho đội trong chiến thắng 3–0 trên sân nhà trước Getafe CF B.

### Rayo Vallecano
Vào ngày 1 tháng 9 năm 2020, García được cho câu lạc bộ Segunda División Rayo Vallecano mượn cho mùa giải 2020–21. Anh chính thức ra mắt cho Rayo Vallecano mười ba ngày sau đó sau khi tham gia thi đấu trong chiến thắng 1–0 trước RCD Mallorca. Anh ngay lập tức trở thành cầu thủ đá chính cho đội của huấn luyện viên Andoni Iraola nhưng anh gặp phải cú chấn thương đầu gối vào tháng 11. Anh ban đầu dự kiến sẽ phải bỏ lỡ phần còn lại của mùa giải nhưng anh đã trở lại thi đấu sau 20 ngày.
Vào ngày 13 tháng 7 năm 2021, sau khi giúp Rayo Vallecano thăng hạng La Liga, García gia nhập câu lạc bộ này vĩnh viễn theo hợp đồng 4 năm. Anh đã tham gia trận ra mắt ở La Liga này vào ngày 15 tháng 8 với trận thua 0-3 trước Sevilla. Trong mùa giải 2022–23, màn trình diễn đáng chú ý của anh đã thu hút sự chú ý của nhiều câu lạc bộ, bao gồm cả câu lạc bộ thời thơ ấu của anh, Real Madrid.

### Trở lại Real Madrid
Vào ngày 9 tháng 6 năm 2023, Real Madrid thông báo họ đã tái ký hợp đồng với García cho đến tháng 6 năm 2027 sau khi kích hoạt điều khoản mua lại với mức phí 100 triệu euro.

## Sự nghiệp quốc tế
Ngày 12 tháng 6 năm 2023, García lần đầu tiên được triệu tập vào đội tuyển bóng đá quốc gia Tây Ban Nha để tham dự vòng bán kết UEFA Nations League 2023, thay cho Juan Bernat.

## Thống kê sự nghiệp
Tính đến ngày 4 tháng 6 năm 2023
| Câu lạc bộ            | Mùa giải            | Giải vô địch        | Giải vô địch | Giải vô địch | Copa del Rey | Copa del Rey | Châu lục | Châu lục | Khác | Khác | Khác | Tổng cộng | Tổng cộng |
| Câu lạc bộ            | Mùa giải            | Hạng đấu            | Trận         | Bàn          | Trận         | Bàn          | Trận     | Bàn      | Trận | Bàn  | Bàn  | Trận      | Bàn       |
| --------------------- | ------------------- | ------------------- | ------------ | ------------ | ------------ | ------------ | -------- | -------- | ---- | ---- | ---- | --------- | --------- |
| Real Madrid Castilla  | 2018–19             | Segunda División B  | 30           | 0            | —            | —            | —        | —        | 2    | 0    | 0    | 32        | 0         |
| Real Madrid Castilla  | 2019–20             | Segunda División B  | 27           | 1            | —            | —            | —        | —        | —    | —    | —    | 27        | 1         |
| Real Madrid Castilla  | Tổng cộng           | Tổng cộng           | 57           | 1            | 0            | 0            | 0        | 0        | 2    | 0    | 0    | 59        | 1         |
| Real Madrid           | 2018–19             | La Liga             | 0            | 0            | 1            | 0            | 0        | 0        | —    | —    | —    | 1         | 0         |
| Rayo Vallecano (mượn) | 2020–21             | Segunda División    | 37           | 1            | 2            | 1            | —        | —        | 4    | 0    | 0    | 43        | 2         |
| Rayo Vallecano        | 2021–22             | La Liga             | 34           | 1            | 5            | 0            | —        | —        | —    | —    | —    | 39        | 1         |
| Rayo Vallecano        | 2022–23             | La Liga             | 38           | 2            | 2            | 0            | —        | —        | —    | —    | —    | 40        | 2         |
| Rayo Vallecano        | Tổng cộng           | Tổng cộng           | 109          | 4            | 9            | 1            | —        | —        | 4    | 4    | 0    | 122       | 5         |
| Tổng cộng sự nghiệp   | Tổng cộng sự nghiệp | Tổng cộng sự nghiệp | 166          | 5            | 10           | 1            | 0        | 0        | 6    | 0    | 0    | 182       | 6         |

1. ↑  Appearances in La Liga play-offs
2. ↑  j

## Danh hiệu

### Câu lạc bộ
Real Madrid
- La Liga: 2023–24[15]
- Supercopa de España: 2023–24
- UEFA Champions League: 2023–24[16]
- UEFA Super Cup: 2024[17]
- FIFA Intercontinental Cup: 2024[18]

### Đội tuyển quốc gia
- UEFA Nations League: 2022–23[19][20]